# Xorides deplanatus
Xorides deplanatus är en stekelart som beskrevs av Mao-Ling Sheng 2006. Xorides deplanatus ingår i släktet Xorides och familjen brokparasitsteklar. Inga underarter finns listade i Catalogue of Life.